# Csaba Hende
Csaba Hende (* 5. února 1960 Szombathely) je maďarský právník, advokát a politik. Mezi lety 1998–2002 byl politickým tajemníkem ministerstva spravedlnosti, následně byl do roku 2005 koordinátorem tzv. občanských kroužků, které zřídil Viktor Orbán. Od roku 2002 je rovněž poslancem parlamentu, v letech 2005–2010 byl parlamentním notářem. V letech 2010–2015 působil ve druhé a třetí vládě Viktora Orbána jako ministr obrany Maďarska.

## Životopis
Roku 1978 odmaturoval na Gymnáziu Lajose Nagye v Szombathely a po splnění povinné vojenské služby zahájil studium na Fakultě státu a práva na ELTE v Budapešti, které ukončil roku 1984. Poté byl jako advokátní koncipient zaměstnán v rodném Szombathely, odbornou právní zkoušku složil roku 1987. Následně pracoval do roku 1991 jako advokát, kdy se stal parlamentním tajemníkem ministerstva obrany, později působil jako vedoucí právního oddělení a také jako sekretář kabinetu až do roku 1994. Pracoval opět jako advokát až do změny vlády po volbách 1998. V roce 2010 po volebním vítězství Fideszu získal post ministra obrany v druhé Orbánově vládě.

### Veřejný život
Roku 1998 jej tehdejší ministryně spravedlnosti Ibolya Dávid jmenovala politickým tajemníkem svého ministerstva, kde působil až do roku 2002. Poté se stal vedoucím kabinetu Viktora Orbána a několik let byl předsedou kuratoria Nadace Sdružení pro národ. Vedle toho byl mezi lety 2002–2005 koordinátorem hnutí občanských kroužků.
V roce 1988 vstoupil do Maďarského demokratického fóra (MDF), roku 1991 se stal členem republikového výboru, v roce 1996 členem nejvyššího vedení strany. Mezi lety 1993 a 1996 působil jako stranický komisař pro etiku. Od roku 2000 byl místopředsedou strany, později v letech 2001–2002 byl prvním místopředsedou. Roku 2004 vystoupil z MDF a o pár měsíců později se stal členem strany Fidesz – Maďarská občanská unie. V parlamentních volbách 2002 získal mandát ze společné republikové kandidátky Fidesz a MDF.
Stal se členem výboru pro ochranu životního prostředí, ve kterém působil až do roku 2005. Vedle toho byl mezi lety 2002–2004 členem jednacího výboru, později v letech 2004–2006 členem výboru pro obranu. Roku 2004 vystoupil z parlamentní frakce MDF a po povinných šesti měsících práce nezávislého poslance vstoupil do frakce Fidesz.
V parlamentních volbách 2006 získal poslanecký mandát ve 2. volebním obvodu župy Vas. V parlamentním cyklu trvajícím do roku 2010 nejprve pracoval v mandátově-imunitním výboru, který měl v kompetenci také střet zájmů a neslučitelnost funkcí, a to až do roku 2009, kdy se stal členem výboru pro národní bezpečnost.
V parlamentních volbách 2010 byl již v prvním kole zvolen poslancem za Szombathely. Vzhledem k volebním výsledkům byl designován na post ministra obrany ve druhé vládě Viktora Orbána. Dne 29. května 2010 se neprodleně po složení přísahy ministra obrany s vojenskými poctami ujal nové funkce na ministerstvu.

### Rodina
V roce 1984 se oženil, jeho manželkou je pedagožka Szilvia Stiber, která vyučuje v Zugligetu. Z manželství mají dvě dcery, dvojčata Borbálu a Júlii. Jeho neteří je Katalin Hende.